# Ángel Martínez Rotela
Ángel Marcelo Martínez Rotela (Asunción, 9 ottobre 1983) è un ex calciatore paraguaiano, di ruolo difensore.